# Voiturette de golf

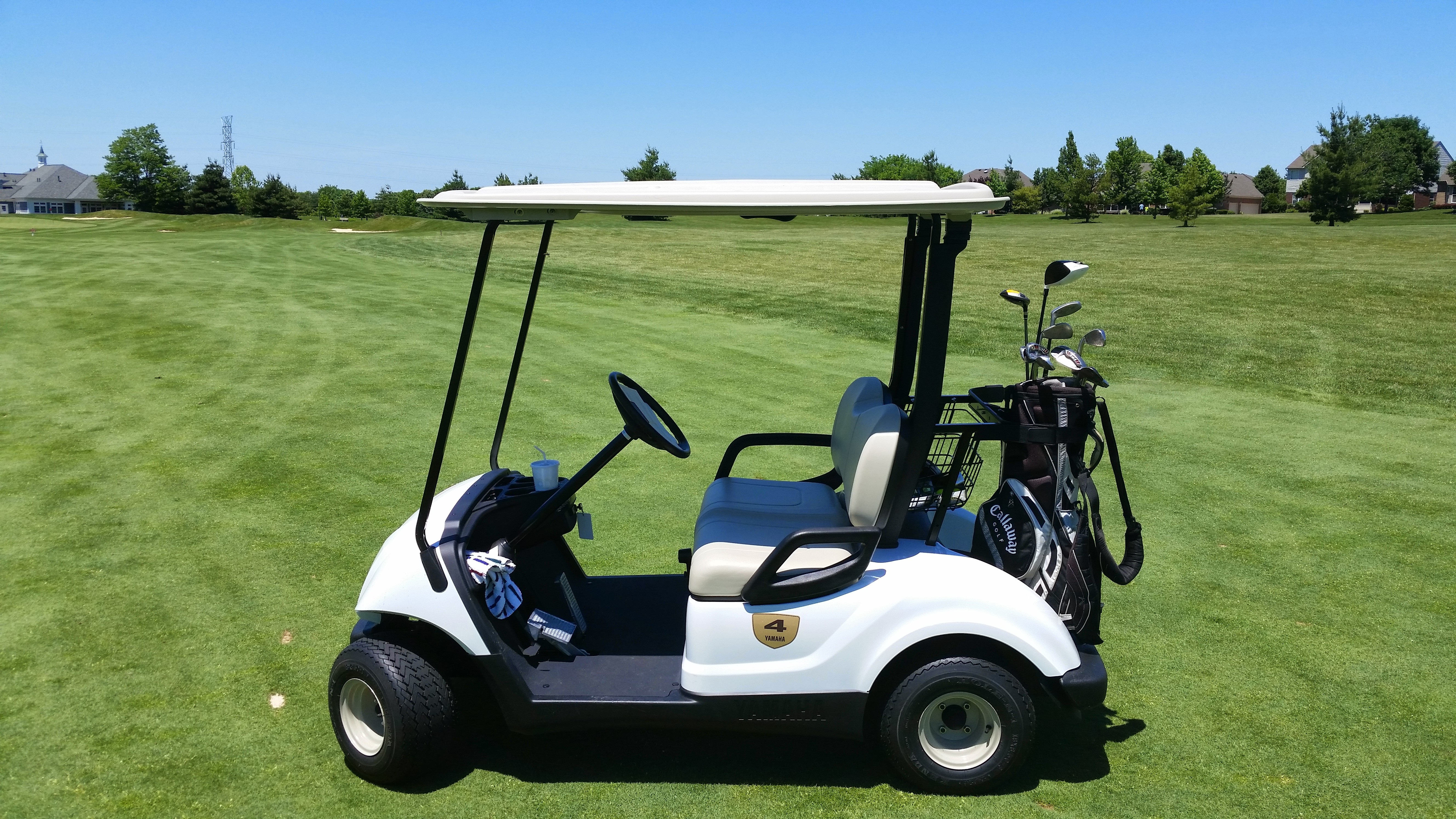
Une voiturette de golf électrique courante.

Une voiturette de golf, parfois familièrement dénommée golfette (souvent appelée cart de golf ou tout simplement cart au Québec), est une petite voiture conçue pour transporter deux golfeurs et leur sac de golf lors d'une partie sur un parcours de golf afin d'accélérer le jeu et de minimiser les efforts par rapport à la marche à pied. Il existe aussi des modèles à quatre, voire six places, destinées à servir de véhicules utilitaires sur des sites, tels que terrains de loisirs où la circulation automobile n'est pas possible.

## Fonctionnement
La majorité des voiturettes de golf sont équipées d'un moteur électrique et de batteries situées sous les sièges. Il existe des modèles fonctionnant grâce à un moteur à essence permettant une plus grande autonomie, mais aussi plus bruyantes.

## Les communautés de voiturettes de golf

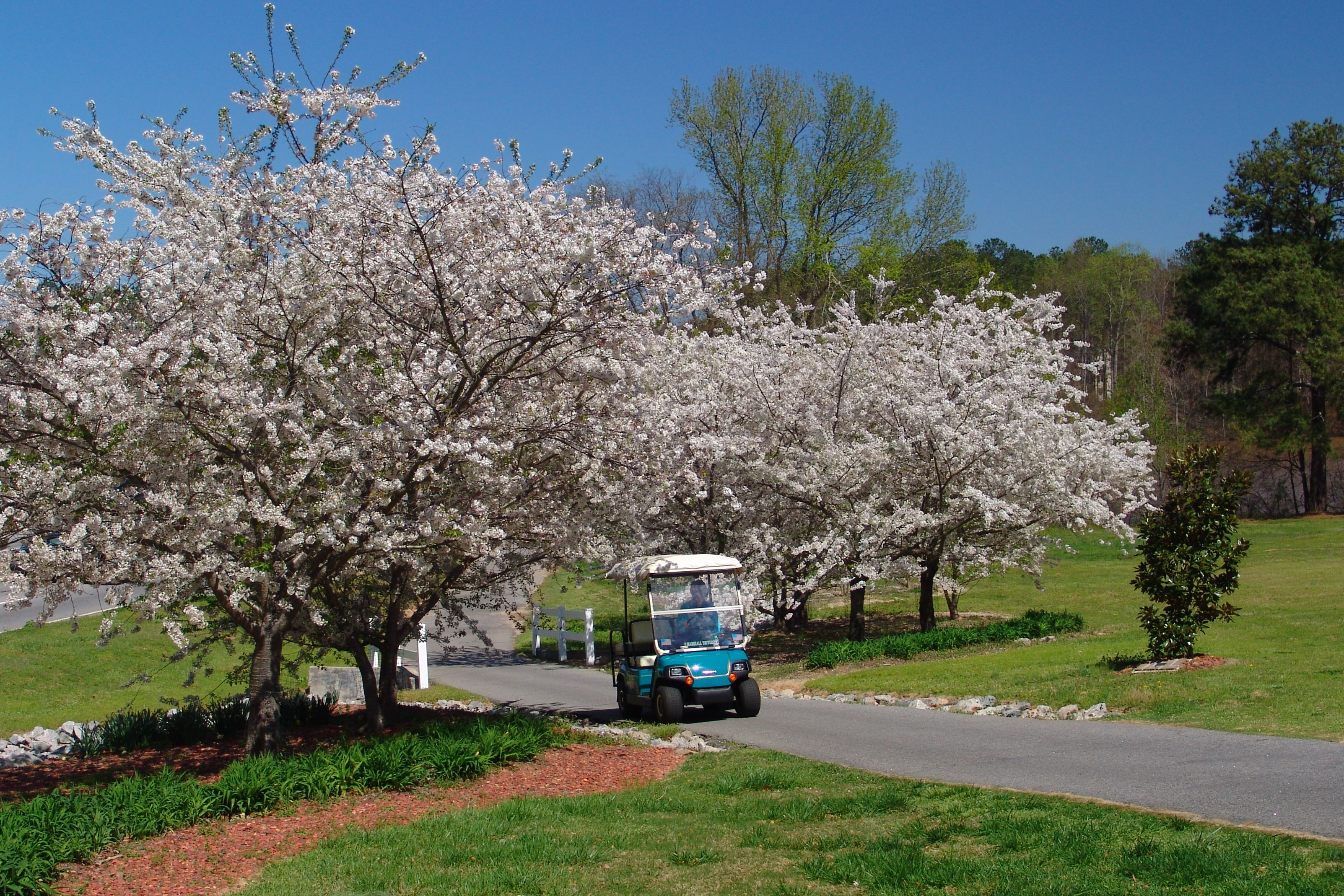
Une voiturette de golf circule sur les sentiers polyvalents qui sillonnent la ville.

Peachtree City dans l'État américain de Géorgie dispose d'un important réseau routier pour les voiturettes de golf ; les voyages et déplacements en voiturettes de golf sont fréquents dans la communauté de Peachtree City, et principalement parmi les étudiants. McIntosh High School dispose d'un parking conçu spécialement pour les étudiants disposant de leurs voiturettes de golf.
À l'île Hamilton, dans le Queensland, en Australie, où la plupart des véhicules sont interdits, l'utilisation de la voiturette de golf est la plus fréquente.
La généralisation de ce mode de transport explique pourquoi nombre de golfeurs prennent du poids, surtout aux hanches et au fessier, par manque d'exercice, qui était à l'origine une des raisons de ce sport de gentlemen : rester en forme en étant au grand air.